# Supercoppa italiana 1996
La Supercoppa italiana 1996 è stata la 9ª edizione della competizione disputata il 25 agosto 1996 allo stadio Giuseppe Meazza di Milano. La sfida è stata disputata tra il Milan, vincitore della Serie A 1995-1996, e la Fiorentina, detentrice della Coppa Italia 1995-1996.
A conquistare il titolo è stata la Fiorentina che ha vinto per 2-1 con doppietta di Gabriel Batistuta: per la prima volta nella storia del trofeo, la vittoria non arrise a chi aveva appena conquistato lo scudetto.

## Partecipanti
| Squadre    | Qualificazione                         | Partecipazioni precedenti (il grassetto indica la vittoria) |
| ---------- | -------------------------------------- | ----------------------------------------------------------- |
| Milan      | Vincitore della Serie A 1995-1996      | 4 (1988, 1992, 1993, 1994)                                  |
| Fiorentina | Vincitore della Coppa Italia 1995-1996 | Nessuna                                                     |

## Tabellino
| Arbitro: | Treossi (Forlì) |

|               |           |                    |
| Savićević 22’ | Marcatori | 12’, 83’ Batistuta |

| Milan | Fiorentina |

### Formazioni
| Milan:        |    |                       |             |     |
|               |    |                       |             |     |
| P             | 1  | Sebastiano Rossi      | Ammonizione |     |
| D             | 14 | Michael Reiziger      |             |     |
| D             | 11 | Alessandro Costacurta |             |     |
| D             | 6  | Franco Baresi (c)     |             |     |
| D             | 3  | Paolo Maldini         |             |     |
| C             | 10 | Dejan Savićević       |             | 66’ |
| C             | 8  | Marcel Desailly       |             |     |
| C             | 4  | Demetrio Albertini    |             | 76’ |
| C             | 20 | Zvonimir Boban        |             |     |
| A             | 9  | George Weah           |             |     |
| A             | 23 | Marco Simone          |             |     |
| Sostituzioni: |    |                       |             |     |
| P             | 25 | Angelo Pagotto        |             |     |
| D             | 5  | Filippo Galli         |             |     |
| D             | 21 | Mauro Tassotti        |             |     |
| C             | 15 | Massimo Ambrosini     |             |     |
| C             | 16 | Tomas Locatelli       |             |     |
| C             | 22 | Edgar Davids          |             | 66’ |
| C             | 24 | Stefano Eranio        |             | 76’ |
| Allenatore:   |    |                       |             |     |
| Óscar Tabárez |    |                       |             |     |

| Fiorentina:     |    |                       |             |     |
|                 |    |                       |             |     |
| P               | 1  | Francesco Toldo       |             |     |
| D               | 2  | Daniele Carnasciali   |             |     |
| D               | 6  | Aldo Firicano         | Ammonizione |     |
| D               | 5  | Lorenzo Amoruso       |             |     |
| D               | 16 | Giulio Falcone        | Ammonizione |     |
| C               | 7  | Stefan Schwarz        | Ammonizione |     |
| C               | 4  | Giovanni Piacentini   |             |     |
| C               | 14 | Sandro Cois           |             | 90’ |
| C               | 10 | Rui Costa             |             | 81’ |
| A               | 11 | Luís Oliveira         | Ammonizione | 87’ |
| A               | 9  | Gabriel Batistuta (c) |             |     |
| Sostituzioni:   |    |                       |             |     |
| P               | 22 | Gianmatteo Mareggini  |             |     |
| D               | 17 | Vittorio Pusceddu     |             | 90’ |
| D               | 21 | Marco Vendrame        |             |     |
| C               | 13 | Danilo Stefani        |             |     |
| C               | 15 | Roberto Mirri         |             |     |
| C               | 20 | Emiliano Bigica       |             | 87’ |
| A               | 23 | Anselmo Robbiati      |             | 81’ |
| Allenatore:     |    |                       |             |     |
| Claudio Ranieri |    |                       |             |     |